# Ragnelle från Lösbo
Ragnelle från Lösbo, även Ragnilla i Lössbo eller Rangela i Lidsbo på Lyr, död på Sötången på Tjörn 27 januari 1672, var en svensk kvinna som avrättades för trolldom i Bohuslän under det stora oväsendet. 
Ragnelle från Lösbo angavs för häxeri av Malin på Härrön och Börtha Krämars. 
Hon underkastades vattenprovet, som hon misslyckades med eftersom hon flöt på vattnet. Hon bekände att hon "för 12 eller 14 år sedan tillsagt Satan en lem, eller finger, då han kom som en hund och krafsade henne på lille fingeren. Varefter Rangela fast alltid haft lycka att fiska", haft Satan hos sig i en bod i skepnad av en hund, haft samlag med honom när maken var frånvarande och gett honom mat i 5-6 års tid; och "bekänt, att denne hennes Dieufwul Samun haver fört henne med sig på Satans möte, dit hon har ridit på en eldraka, som hon av honom haver bekommit, och där ätit och druckit".
Hon var en av de åtta personer som den 27 januari 1672 avrättades på Sötången på Tjörn, då Malin Ruths, Pär Madzen från Mollesund, Rangnelle från Lösbo, Kjerstin Swen Sneckers, Helga i Pilanna, Börta Cornelius, Ingrid Jutes och Börta Pärs blev halshuggna och brända.
På avrättningsplatsen ska Ragnelle liksom Per Mattson ha ropat högt, sade sig vara oskyldig, och:
"ropte hon, att häradshövdingen Peter Drachman skulle möta henne för Guds stränga dom innan påsken».